# Veštački organ
Veštački organ je organski uređaj ili tkivo koje je načinio čovek, koje je implantirano ili integrisano u čoveka - međusobno povezano sa živim tkivom - da bi zamenilo prirodni organ, dupliralo ili povećalo određenu funkciju ili funkcije kako bi se pacijent što pre mogao vratiti normalnom životu koliko god je moguće. Zamenjena funkcija ne mora da bude povezana sa održavanjem života, ali često jeste. Na primer, zamene kostiju i zglobova, poput onih koji se menjaju pri zameni kuka, takođe se mogu smatrati veštačkim organima.
Definicija podrazumeva da se uređaj ne mora stalno vezati za stacionarno napajanje ili druge stacionarne resurse, poput filtera ili hemijskih procesnih jedinica. (Periodično brzo punjenje baterija, dopunjavanje hemikalija i/ili čišćenje/zamena filtera isključili bi uređaj iz status veštačkog organa.) Dakle, dijalizni aparat, dok je veoma uspešan i kritično važan uređaj za održavanje života, i koji gotovo u potpunosti zamenjuje dužnosti bubrega, nije veštački organ.

## Svrha
Izgradnja i postavljanje veštačkih organa, inicijalno izuzetno intenzivan i skup proces, može da zahteva dugogodišnje usluge održavanja koje kod prirodnog organa nisu neophodne.
Neki od razloga za primenu veštačkog organa su:
- pružanje životne podrške za sprečavanje neposredne smrti dok se čeka na transplantaciju (npr. veštačko srce);
- dramatično poboljšavanje pacijentove sposobnost za samostanu negu (npr. veštački ud);
- poboljšanje pacijentove sposobnosti za društvenu interakciju (npr. kohlearni implantat); ili
- poboljšanje kvaliteta života pacijenta kroz kozmetičku obnovu nakon operacije raka ili nesreće.

Upotrebi bilo kog veštačkog organa od strane ljudi gotovo uvek prethode opsežni eksperimenti na životinjama. Inicijalno testiranje na ljudima često je ograničeno na one koji su već suočeni sa smrću ili koji su iscrpeli svaku drugu mogućnost lečenja.

## Primeri

### Veštački udovi
Veštačke ruke i noge, ili prostetici, namenjeni su vraćanju izvesnog stepena normalne funkcije licima sa amputacijama. Mehanički uređaji koji omogućavaju osobama sa amputiranim udovima da ponovo hodaju ili da nastave da koriste dve ruke verovatno su se koristili od davnina, od kojih je najistaknutija bila jednostavna drvena noga. Od tada, razvoj veštačkih udova je brzo napredovao. Nova plastika i drugi materijali, kao što su karbonska vlakna, omogućili su veštačkim udovima da postanu jači i lakši, ograničavajući količinu dodatne energije potrebne za rad udova. Dodatni materijali omogućili su veštačkim udovima da izgledaju mnogo realnije. Prostetici se mogu grubo klasifikovati kao oni za gornje i donje ekstremitete, i oni mogu imati mnogo oblika i veličina.
Novi napreci u veštačkim udovima obuhvataju dodatne nivoe integracije sa ljudskim telom. Elektrode se mogu smestiti u nervno tkivo i telo može da se obuči da kontroliše prostetike. Ova tehnologija se koristi i kod životinja i kod ljudi. Protetici se mogu kontrolisati mozgom koristeći direktan implantat ili implantat u različite mišiće.

### Bešika
Dve glavne metode zamene funkcije mokraćne bešike uključuju bilo preusmeravanje protoka mokraće ili zamenu mokraćne bešike in situ. Standardne metode zamene mokraćne bešike uključuju izradu vrećice nalik na bešiku od crevnog tkiva. Od 2017. godine, metode za uzgoj bešika pomoću matičnih ćelija pokušane su u kliničkim istraživanjima, ali ovaj postupak još uvek nije deo lečenja.

## Literatura
- Tran, Jasper (2015). „To Bioprint or Not to Bioprint”. North Carolina Journal of Law and Technology. 17: 123—78. SSRN 2562952 .
- Liu, Yunying; Yang, Ru; He, Zuping; Gao, Wei-Qiang (2013). „Generation of functional organs from stem cells”. Cell Regeneration. 2 (1): 2:1. PMC 4230490 . PMID 25408873. doi:10.1186/2045-9769-2-1.
- Foster, Kenneth R.; Jaeger, Jan (23. 9. 2008). „Ethical Implications of Implantable Radiofrequency Identification (RFID) Tags in Humans”. The American Journal of Bioethics. 8 (8): 44—48. PMID 18802863. doi:10.1080/15265160802317966. 27093558.
- Chang, Thomas M. S. (2012). „From artificial red blood cells, oxygen carriers, and oxygen therapeutics to artificial cells, nanomedicine, and beyond”. Artificial Cells, Blood Substitutes, and Immobilization Biotechnology. 40 (3): 197—199. PMC 3566225 . PMID 22409281. doi:10.3109/10731199.2012.662408.
- Hafner B. J.; Sanders J. E.; Czerniecki J. M.; Ferguson J. (2002). „Transtibial energy-storage-and-return prosthetic devices: A review of energy concepts and a proposed nomenclature”. Journal of Rehabilitation Research and Development. 39 (1): 1—11. PMID 11926321.
- Maat, Bartjan; Smit, Gerwin; Plettenburg, Dick; Breedveld, Paul (1. 3. 2017). „Passive prosthetic hands and tools: A literature review”. Prosthetics and Orthotics International (на језику: енглески). 42 (1): 66—74. PMC 5810914 . PMID 28190380. doi:10.1177/0309364617691622.
- Highsmith, M. Jason; Andrews, Casey R.; Millman, Claire; Fuller, Ashley; Kahle, Jason T.; Klenow, Tyler D.; Lewis, Katherine L.; Bradley, Rachel C.; Orriola, John J. (16. 9. 2016). „Gait Training Interventions for Lower Extremity Amputees: A Systematic Literature Review”. Technology & Innovation. 18 (2–3): 99—113. PMC 5218520 . PMID 28066520. doi:10.21300/18.2-3.2016.99.
- Barr, Steven; Howe, Tracey E. (2018). „Prosthetic rehabilitation for older dysvascular people following a unilateral transfemoral amputation”. The Cochrane Database of Systematic Reviews. 10: CD005260. ISSN 1469-493X. PMC 6517199 . PMID 30350430. doi:10.1002/14651858.CD005260.pub4.
- Bowker, John H.; Michael, John W. (2002). Atlas of limb prosthetics : surgical, prosthetic, and rehabilitation principles. American Academy of Orthopaedic Surgeons (2nd изд.). St. Louis: Mosby Year Book. стр. 389, 413, 429, 479, 501, 535, 885. ISBN 978-0892032754. OCLC 54693136.
- Söderberg, Bengt (2001). Partial foot amputations (2nd изд.). Sweden: Centre for Partial Foot Amputees. стр. 21. ISBN 978-9163107566. OCLC 152577368.
- Pine, Keith R.; Sloan, Brian H.; Jacobs, Robert J. (2015). Clinical Ocular Prosthetics. Springer. ISBN 9783319190570.
- Vanderwerker, Earl E., Jr. (1976). „A Brief Review of the History of Amputations and Prostheses”. ICIB. 15 (5): 15—16. Архивирано из оригинала 14. 10. 2007. г.
- Rosenfeld, Amnon; Dvorachek, Michael; Rotstein, Ilan (jul 2000). „Bronze Single Crown-like Prosthetic Restorations of Teeth from the Late Roman Period”. Journal of Archaeological Science. 27 (7): 641—644. doi:10.1006/jasc.1999.0517.

## Spoljašnje veze
- „Elon Musk wants to hook your brain up directly to computers — starting next year”. NBC News.
- „Artificial kidney development advances, thanks to collaboration by NIBIB Quantum grantees”. National Institute of Biomedical Imaging and Bioengineering. Архивирано из оригинала 08. 10. 2019. г. Приступљено 28. 06. 2020.
- „Artificial thymus developed at UCLA can produce cancer-fighting T cells from blood stem cells”. UCLA.
- „Artificial Red Blood Cell Created”. Renal and Urology News. 27. 12. 2016.
- „Artificial Organs”. Wiley Online Library. doi:10.1111/(ISSN)1525-1594.
- Murdoch, George; Wilson, A. Bennett, Jr. (1997). A Primer on Amputations and Artificial Limbs. United States of America: Charles C Thomas Publisher, Ltd. стр. 3—31. ISBN 978-0-398-06801-1.
- ‘Biomechanics of running: from faulty movement patterns come injury.' Sports Injury Bulletin.
- Edelstein, J. E. Prosthetic feet. State of the Art. Physical Therapy 68(12) Dec 1988: 1874–1881.
- Gailey, Robert. The Biomechanics of Amputee Running. October 2002.